# Charles Montague Cooke Jr
Pour les articles homonymes, voir Cooke.
Charles Montague Cooke Jr est un zoologiste américain, né le 20 décembre 1874 à Honolulu et mort le 29 octobre 1948.

## Biographie
Il est le fils de Charles Montague (1849-1909) et d’Anna Charlotte née Rice (1853-1934). Il obtient son Bachelor of Arts à l’Université Yale en 1897 puis son Ph.D. en 1901. Il se marie le 25 avril 1901 avec Eliza Lefferts.
Il dirige, de 1920 à 1948, la fondation créée par ses parents, la Cooke Foundation, limited. Il travaille avec le muséum Bishop d’Honolulu. L’université d’Hawaï lui attribue un doctorat honoraire en 1936.

## Source
- Allen G. Debus (dir.) (1968). World Who’s Who in Science. A Biographical Dictionary of Notable Scientists from Antiquity to the Present. Marquis-Who’s Who (Chicago) : xvi + 1855 p.